# Niżniaja Wabla
Niżniaja Wabla (ros. Нижняя Вабля) – wieś (ros. деревня, trb. dieriewnia) w zachodniej Rosji, w sielsowiecie małogorodźkowskim rejonu konyszowskiego w obwodzie kurskim.

## Geografia
Miejscowość położona jest nad Wablą (dopływ rzeki Prutiszcze w dorzeczu Sejmu), 6,5 km od centrum administracyjnego sielsowietu (Małoje Gorodźkowo), 12,5 km na północny wschód od centrum administracyjnego rejonu (Konyszowka), 55 km na północny zachód od Kurska.
We wsi znajduje się 57 posesji.
Klimat
Miejscowość, jak i cały rejon, znajduje się w strefie klimatu kontynentalnego z łagodnym ciepłym latem i równomiernie rozłożonymi opadami rocznymi (Dfb w klasyfikacji klimatów Köppena).

## Demografia
W 2010 r. wieś zamieszkiwało 68 osób.